# Swing 'n' Roll
Swing'n'Roll è un album in studio del gruppo musicale Sugarpie and the Candymen.

## Il disco
L'album vede 7 brani inediti scritti dalla band nella prima parte, mentre la seconda parte è pregna di rivisitazioni di brani famosi in chiave swing.

## Tracce
1. Black And White Movie
2. Maybe I Hate, Maybe I Love
3. Tell Me Boy
4. Bonnie And Clyde Blues
5. Aveva Una Casetta
6. All You Have To Do Is Cry
7. Was That Me?
8. Time Of The Season
9. Hot For Teacher
10. Lemon Tree
11. Paradise City
12. Rock And Roll / Heartbreaker
13. Whola Lotta Love
14. Can't Get You Out Of The Head

## Formazione
- Georgia Ciavatta (voce)
- Jacopo Delfini (chitarra, cori)
- Renato Podestà (chitarra elettrica, banjo, cori)
- Alex Carreri (contrabbasso)
- Roberto Lupo (batteria)